# Amar Bourouba
Amar Bourouba, né le 23 mars 1941 à Sétif et mort le 30 juillet 2021, est un footballeur international algérien. Il évoluait au poste d'arrière gauche.

## Biographie

### En club
Il réalise l'intégralité de sa carrière à l'ES Sétif, club où il joue de 1961 à 1974.
Avec cette équipe, il remporte un titre de champion d'Algérie, et quatre Coupes d'Algérie.

### En équipe nationale
Il compte 16 sélections en équipe nationale entre 1964 et 1969, pour un but inscrit. Toutefois, certaines sources mentionnent 18 sélections et un but.
Il joue son premier match en équipe d'Algérie le 1er novembre 1964.

## Palmarès
- Champion d'Algérie en 1968 avec l'ES Sétif.
- Vainqueur de la Coupe d'Algérie en 1963, 1964, 1967 et 1968 avec l'ES Sétif.